# San Lazzaro di Savena
San Lazzaro di Savena és un municipi italià, situat a la regió d'Emília-Romanya i a la Ciutat metropolitana de Bolonya. L'any 2006 tenia 30.200 habitants.